# سلك الموت

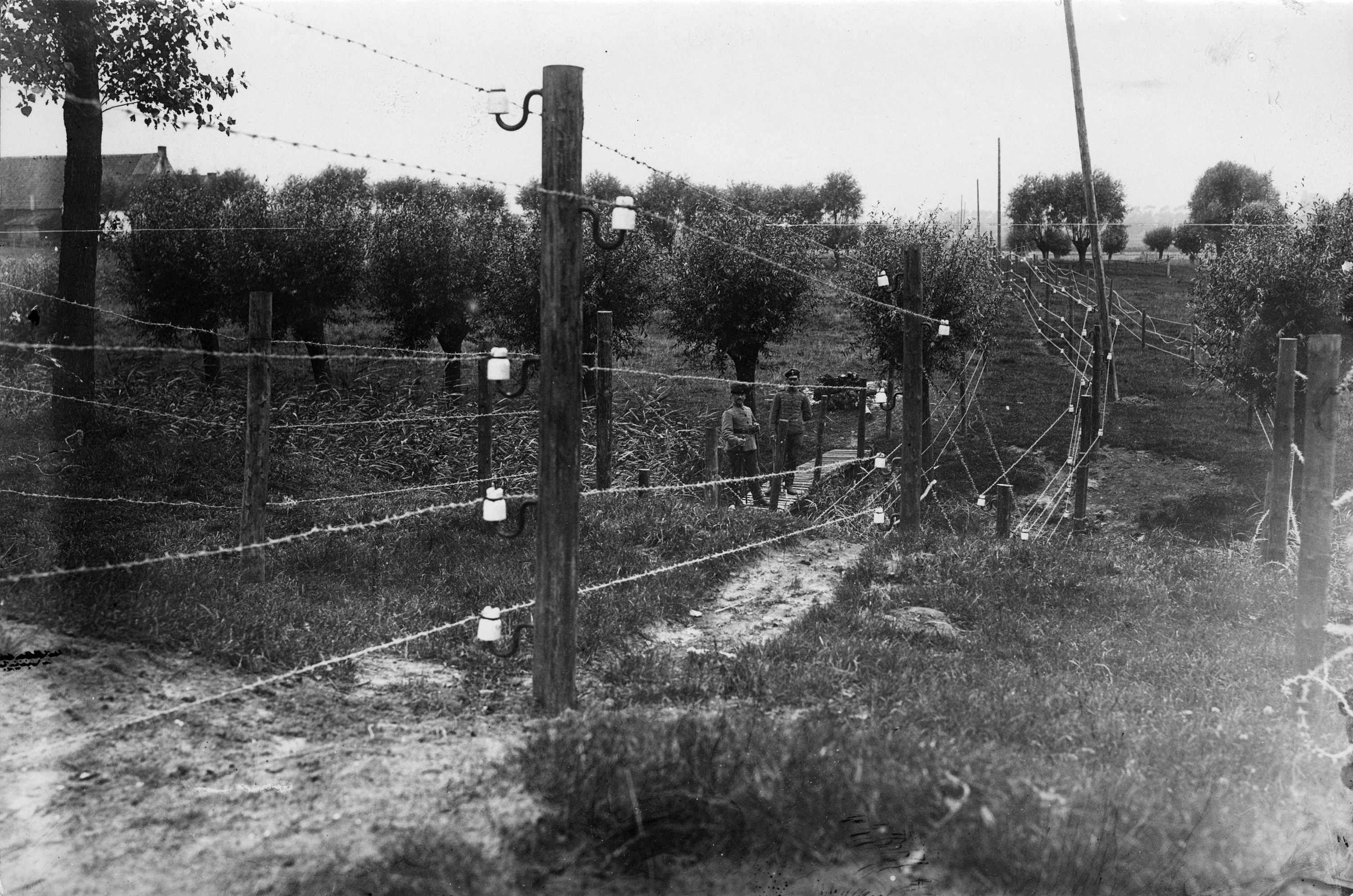
منظر لسلك الموت من سلو.

سلك الموت ((بالهولندية: Dodendraad)‏، (بالألمانية: Todesdraht)‏ كانت سياج كهربائي قاتل تم إنشاؤها من قبل الجيش الألماني للسيطرة على الحدود الهولندية البلجيكية خلال احتلال بلجيكا خلال الحرب العالمية الأولى.

## المصطلح
اسم 'سلك الموت' هو ترجمة باللغة الإنجليزية لأحد أسمائه الهولندية الشهيرة؛ Dodendraad والتي يمكن ترجمتها إما «سلك الموت» أو «سلك الموتى». تم صنع قطع متوازية بين «سلك الموت» وستارة حديدية لاحقة.

## قائمة المراجع
- Janssen، Herman، المحرر (2013). Hoogspanning aan de Belgisch-Nederlandse Grens: de Eerste Wereldoorlog aan de rijksgrens met Baarle. Baarle-Hertog: Heemkundekring Amalia van Solms. ISBN:978-90-74945-00-4.
- Abbenhuis، Maartje M. (2006). The Art of Staying Neutral: the Netherlands in the First World War, 1914-1918. Amsterdam: Amsterdam University Press. ص. 164–9. ISBN:9789053568187.{{استشهاد بكتاب}}:  صيانة الاستشهاد: التاريخ والسنة (link)
- Abbenhuis، Maartje (2007). "Where war met peace. The borders of the neutral Netherlands with Belgium and Germany in the First World War, 1914 - 1918". Journal of Borderlands Studies. ج. 22 ع. 1.
- Van Waesberghe, Steven (2001). Smokkel in het Land van Waas tijdens de Eerste Wereldoorlog (Licentiaat thesis). Universiteit Gent. Retrieved 1 November 2015.